# Никола Апостоловић (сликар)
Никола Апостоловић (Земун 1776 — после 1827) био је српски сликар и иконописац.

## Биографија
Никола Апостоловић је сликарство учио 1790. у Земуну код Димитрија Братоглића, а наставио 1791. и 1792. код Максима Ристића и Антона Шварца. Први познати радови су му иконе: Улазак у Јерусалим и Свети Димитрије из 1791. и 1792. у контумацкој цркви у Земуну. У последњој деценији XVIII века сликао је иконе за српску цркву у Бољевцима, а 1803. за цркву у Старим Бановцима.
За време Првог српског устанка помагао је устаницима. Убрзо је и сам прешао у Србију, у Београд, и сликао заставе и друге потрепштине за устанике, за шта му је 1805. исплаћено 120 форинти. У Карађорђевој Србији задржао се до 1813. сликајући иконостас старе гробљанске цркве у Смедереву 1808, престоне иконе Христа и Богородице у цркви села Вртиглава 1809−1810 (сада у цркви у Мионици), иконостас цркве брвнаре у Љутовници код Горњег Милановца 1810. и престоне иконе за манастир у Сланцима код Београда 1812.
После пропасти Карађорђеве Србије 1813. вратио се у Земун, где је сликао иконе и слао их у Србију (на пример, престоне иконе цркве у Прокупљу, 1816). Поново је прешао у Србију 1820. и до 1827. настају делови иконостаса цркве у Стојнику (сада у манастиру Тресија), иконостас цркве у Горовичу код Тополе између 1824. и 1826. и престоне иконе за цркву у Осипаоници код Смедерева 1827.
Апостоловић је сликао у класицистичком маниру. Припадао је групи иконописаца занатлија који су својом делатношћу допринели подизању ликовне културе обновљене Србије у првим деценијама XIX века.